# Sriwijaya FC
Sriwijaya FC is een Indonesische voetbalclub uit de stad Palembang, Zuid-Sumatra. De club werd in 1976 opgericht als Persijatim in de hoofdstad Jakarta. Om financiële redenen verhuisde de club naar Solo en werd zo Solo FC. De financiële situatie bleef echter penibel totdat de provincie Zuid-Sumatra de club opkocht en verhuisde naar Palembang en de naam wijzigde in Sriwijaya. De naam is afgeleid van het oude boeddhistische koninkrijk Srivijaya op Sumatra.

## Erelijst
Landskampioen
2007, 2012
Beker van Indonesië
2008, 2009, 2010
Arema ·
Bali United ·
Barito Putera ·
Bhayangkara ·
Borneo ·
Kalteng Putra ·
Madura United ·
Persebaya Surabaya ·
Persela ·
Perseru ·
Persib ·
Persija ·
Persipura ·
PSIS Semarang ·
PSM ·
PSS Sleman ·
Semen Padang ·
PS-TIRA ·